# أولاد عبد الدايم (دار الكبداني)
أولاد عبد الدايم هي إحدى مشيخات المملكة المغربية، تتبع جغرافيا لإقليم الدريوش وإداريًا لدار الكبداني. يقدر عدد سكانها بـ 13462 نسمة حسب الإحصاء الرسمي للسكان والسكنى لسنة 2004.